# Johannes Fastenrath
Johannes Fastenrath, conocido en España como Juan Fastenrath Hürxthal (Remscheid, 3 de mayo de 1839-Colonia, 16 de mayo de 1908), fue un jurista, escritor y traductor en lengua alemana y española, hispanista e hispanófilo alemán. Fue miembro correspondiente de la Real Academia Española, de la Real Academia de la Historia, de la Real Academia Sevillana de Buenas Letras y de la Academia Mexicana de la Lengua.

## Biografía
Sus padres fueron Johannes Fastenrath (1798-1867) y Rosalie, con apellido de soltera Hürxsthal. La familia se mudó de Remscheid a Colonia en 1847, donde se escolarizó en el Friedrich-Wilhelm-Gymnasium. A partir de 1856 estudió Derecho en Bonn, Heidelberg, Munich, Berlín y París, para finalmente doctorarse en 1860 en Berlín. Primeramente se estableció en la corte judicial en Colonia, pero al año y medio renunció a su labor de jurista y empezó con su labor literaria y de investigación.
A consecuencia de un primer viaje de cuatro meses a España, en 1864, en el que trabajó intensamente la literatura contemporánea, tanto la castellana como la catalana, se convirtió en un entusiasta hispanófilo y en un activo propagandista y publicista de todo lo hispánico, lo que se reflejó en toda su producción científica y literaria. El segundo viaje a España tuvo lugar en 1869, y también duró cuatro meses. En este viaje fue capaz de establecer importantes vínculos personales y literarios, manteniendo correspondencia epistolar con destacados escritores españoles de su tiempo, entre ellos con el poeta Manuel Juan Diana. Visitó nuevamente España en 1879, y en mayo de 1881 fue nombrado delegado de la Unión General de Escritores Alemanes (Allgemeiner Deutscher Schriftstellerverband) para los actos de conmemoración del segundo centenario de la muerte de Pedro Calderón de la Barca, celebrados en Madrid.
Fue elegido primer presidente de la Sociedad Literaria de Colonia (Literarische Gesellschaft Köln eV), en 1893, cargo que mantuvo hasta su muerte. Su pasión por lo hispánico y sus literaturas le llevó a trasladar a la ciudad alemana en la que vivía algunas pautas literarias tradicionales de la cultura hispánica, y particularmente catalana. Así, en 1898 instituyó en Colonia unos juegos florales (1898-1914), a imitación de los Juegos Florales de Barcelona, los cuales dirigió personalmente hasta su muerte, y su viuda continuó hasta su posterior fallecimiento en 1914. 
Tradujo obras de José Zorrilla, Gaspar Núñez de Arce (de quien tradujo su Lutero), Manuel Tamayo y Baus, Juan Valera, Manuel Bretón de los Herreros, José Echegaray, Víctor Balaguer y Ventura Ruiz Aguilera, entre otros, contribuyendo notablemente a la difusión europea de los autores decimonónicos españoles.

## Obras
Escritas en alemán, llevan tema hispánico sus obras Un ramillete de romances españoles (1866), Cantares de Andalucía. Romances (1866), Los doce Alfonsos de Castilla. Ciclo de romances históricos (1887); romances y canciones poéticas como Las maravillas de Sevilla. Romances y cantos (1867), Flores hespéricas. Canciones, dichos y romances (1869), Perpetuas de Toledo. Romances y sonetos (1869), Elegías granadinas (1885), De boda en boda. Cantos de días soleados (1883); y los dos volúmenes de El libro de mis amigos españoles. Sonetos, romances y fábulas (1871).
Sintió una particular predilección por Pedro Calderón de la Barca, al que dedicó dos monografías (Calderón de la Barca, Lepizig, 1881; Calderón in Spanien, Leipzig, 1882).
El entusiasmo por las literaturas hispánicas se extendió a la poesía catalana y provenzal, con la traducción de las composiciones trovadorescas medievales en Trobadores catalanes de la actualidad (1887).

### Traducciones al castellano
- Pasionarias de un alemán-español. Artículos acerca de las representaciones de la Pasión y muerte de Nuestro Señor Jesucristo en Oberammergau. Madrid: Imprenta y estenotipia de M. Rivadeneyra, 1872.

- La Walhalla y las glorias de Alemania. Noticias de todos los personajes que alcanzaron honrosa celebridad é imperecedera fama, así en la guerra como en la política, así en las ciencias como en las artes y en las letras: el emperador Guillermo, los príncipes Federico Carlos y Federico Guillermo de Prusia, Bismarck, Moltke, Roon, la reina Luisa de Prusia, Blücher, Scharnhorst, Gneisenau, Stein, Cornelius, Humboldt, Arndt, Koerkeb, Rückert, Uhland, etc., etc.. Madrid: Imprenta y Estenotipia y Daguerrotipia de Arribau y Cía. (Sucesores de Rivadeneyra), vol 1, 1874; vol 2, 1874; vol. 3, 1876; vol. 4, 1878; vol. 5, 1879.

## Distinciones
- Hijo adoptivo de la ciudad de Sevilla (1869).
- Gran Cruz de la Orden de Isabel la Católica (1869).
- Gran Cruz de la Orden de Alfonso XII (1902).[13]
- Gran Cruz de la Orden Civil de María Victoria (1872).[14]
- Encomienda de la Orden de Carlos III (1870).

## Legado
Juan Fastenrath se casó con la húngara Luise (o Luisa) Goldmann (1858-1914), persona que mantuvo los intereses y la memoria de su marido. En 1889 fue nombrada reina de los Juegos Florales de Barcelona. En 1909, con el legado de su marido, instituyó dos fundaciones que llevan su nombre: la «Fundación Premio Fastenrath» y el «Premi Fastenrath», ambas de objeto premial, que galardonan a escritores por obras de creación en lengua española y en lengua catalana, respectivamente.
En 1959, con motivo de los juegos florales de la ciudad condal, la Ponencia de Cultura del Ayuntamiento de Barcelona convocó un premio de 2000 pts. al mejor trabajo en prosa que glosara el tema «Fastenrath y su protección a las iniciativas culturales españolas».

## Archivo personal
El fondo documental del archivo del matrimonio formado por Johannes y Luise Fastenrath se encuentra depositado en el Archivo Histórico de Colonia (Historisches Archiv der Stadt Köln), bajo la signatura HAStK 1032.
La disposición testamentaria de su mujer hizo que, a la muerte de ella, la documentación en castellano fuera entregada al rey de España, y la documentación en catalán, provenzal, francés, junto con el fondo epistolar en castellano vinculado a la ciudad de Barcelona, fuera entregada al Ayuntamiento de Barcelona. Ésta fue depositada en el Archivo Histórico de la Ciudad de Barcelona y la forman un total de 2041 documentos, de los cuales 1990 son cartas; los restantes 51, inventariados conjuntamente con el epistolario, son impresos, excepto 2, que son manuscritos.